# Iliass Ojja
Iliass Ojja (Amsterdam, 27 mei 1988) is een Nederlands acteur. Ojja heeft zijn naamsbekendheid te danken Shouf Shouf Habibi! en Mocro Maffia.

## Levensloop
Ojja maakte zijn acteur debuut in de speelfilm Shouf Shouf Habibi! waar hij de rol van Driss Bentarek vertolkte. Deze rol speelde hij later ook in het vervolg, wat verscheen als de televisieserie Shouf Shouf!, hierin was hij van 2006 tot en met 2009 te zien.
In 2008 speelde Ojja de rol van Hafid in de succesvolle jeugdfilm Radeloos, naar het boek van Carry Slee.
Van oktober 2018 tot en met november 2024 vertolkte Ojja de rol van Younes 'Taxi' Al Sadiqi in de Videoland-serie Mocro Maffia. Hij hernam deze rol tevens in spin-off films Mocro Maffia: Meltem en Mocro Maffia: Taxi. Verder was Ojja te zien in de televisieserie De regels van Floor en de film Taal is zeg maar echt mijn ding. In 2021 deed Ojja mee aan de Videoland-editie van De Verraders.
In 2022 is Ojja een van de deelnemers aan het 22e seizoen van het RTL 4-programma Expeditie Robinson. Hij verliet uiteindelijk het programma nadat hij in een aangespoelde injectienaald was gaan staan en hij zich niet serieus genomen voelde door de productie nadat er tot twee keer toe geen dokter op zijn verzoek langs is gekomen.

## Privéleven
Ojja is vader van een zoon.

## Filmografie
- Shouf Shouf Habibi! (2004) - Driss Bentarek
- Offers (2005) - Khalid al Gatawi
- Keyzer & De Boer Advocaten (2005) - Hamid Abdallah (De zorgleerling)
- Shouf Shouf! (2006-2009) - Driss Bentarek (32 afleveringen)
- Kicks (2007) - Redouan
- Moes (2008) - Moustafa el Hamri
- Dunya en Desie in Marokko (2008) - Souffian El-Beneni
- Radeloos (2008) - Hafid
- Flikken Maastricht (2008) - Driss Benali (Verliefd)
- Kinderen geen bezwaar (2009) - Hamza (Het moslimstel)
- Taartman (2009) - Osman
- SpangaS (2010) - MC Funky Bizz (4 afleveringen)
- Pizza Maffia (2011) - Brahim
- Zombibi (2012) - Kadir Barachi
- Snackbar (2012) - Nouredine
- Undercover (2015) - Mounir
- Mocro Maffia (2018-2024) - Younes 'Taxi' Al Sadiqi
- De regels van Floor (2018) - Verkoper
- Taal is zeg maar echt mijn ding (2018) - Sayid
- Klem, seizoen 3 (2020) - Mounir
- Zina (2021-2022) - Farid El Kaddouri
- Mocro Maffia: Meltem (2021) - Younes 'Taxi' Al Sadiqi
- Totem (2022) - Ugur
- Oei, ik groei! (2023) - Sabri
- De Toeslagenaffaire (2024) - Rayan
- Mocro Maffia: Taxi (2024) - Younes 'Taxi' Al Sadiqi
- Bennie (2025) - Amir